# Nordic Walking

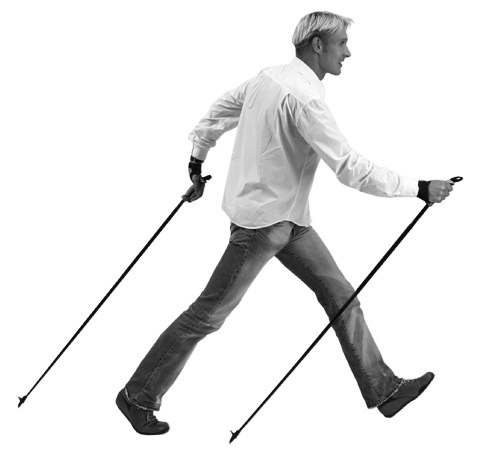
Nordic Walking

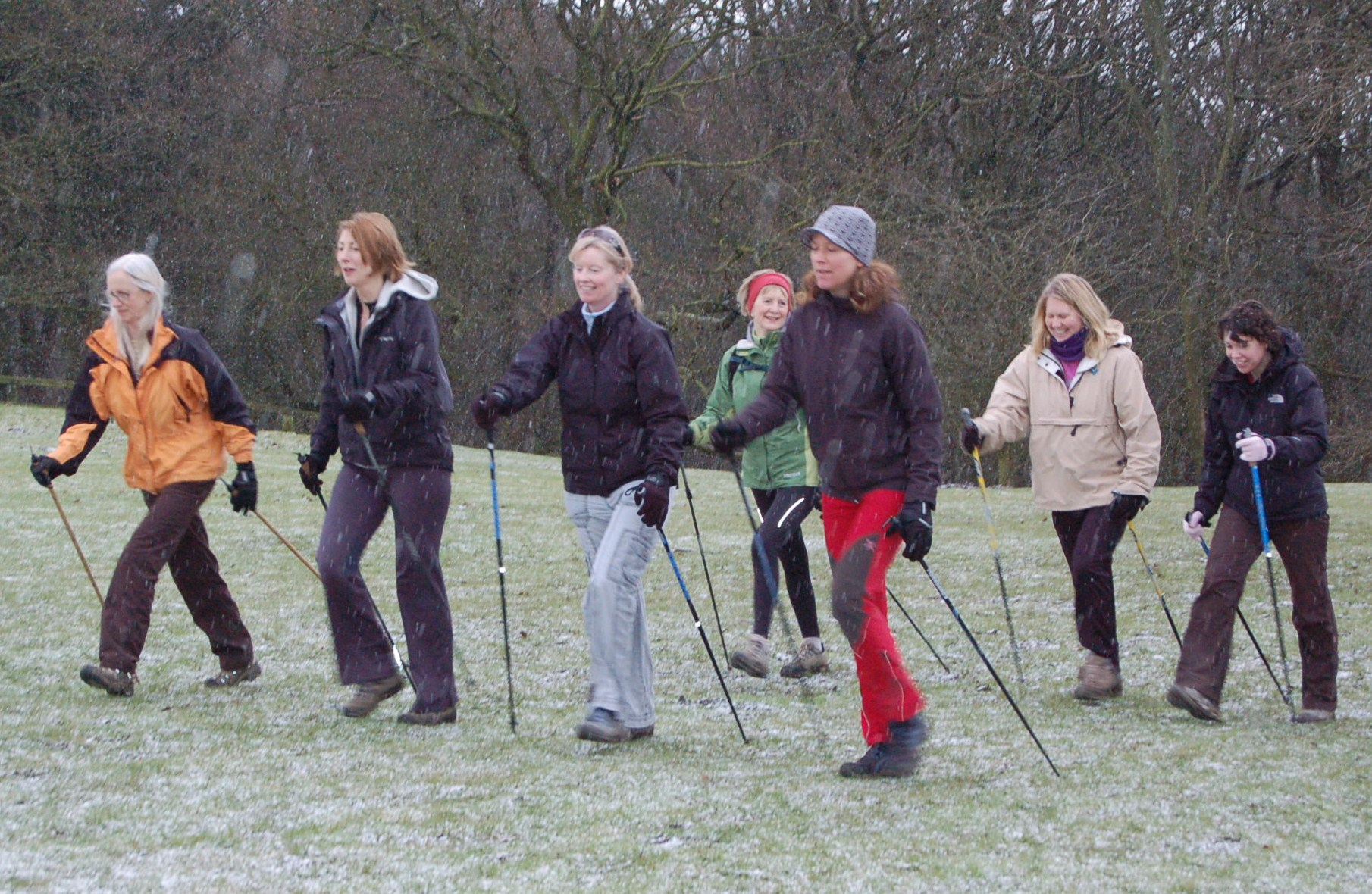
Eine Gruppe Nordic Walker

Nordic Walking (englisch für ‚nordisches Gehen‘) ist eine Ausdauersportart, bei der schnelles Gehen durch den Einsatz von zwei Stöcken im Rhythmus der Schritte unterstützt wird. Es kann als Variante des Breitensports Walking angesehen werden.

## Geschichte
Nordic Walking definiert man als Gehen mit speziell entworfenen Stöcken. Obwohl Läufer, Wanderer und Skilangläufer dasselbe Konzept schon Jahrzehnte früher als Trainingsmethode benutzt hatten, war der finnische Trainer Mauri Repo der erste, der Nordic Walking als Sportart definierte. Sein Werk Hiihdon lajiosa von 1974 erschien 1979 unter demselben Titel in überarbeiteter Form. Das Konzept des Nordic Walking wurde anhand des Sommer-Trainingsplans für Skiläufer entwickelt. Dieses Konzept beinhaltete die ersten Erklärungen und Instruktionen zu der Sportart und Übungen sowie anatomische und psychische Gründe dafür, warum man diese Sportart betreiben solle.
1997 wurden die ersten Gehstöcke vom finnischen Hersteller Exel produziert und auf den Markt gebracht. Der Fachausdruck Nordic Walking entstand 1999 und wurde im gleichen Jahr durch ein Werbeflugblatt international bekannt.

## Allgemein
Der Einsatz von Stöcken macht aus Walking ein Training, bei dem zusätzlich die Muskulatur des Oberkörpers beansprucht wird. Nordic Walking ist für ambitionierte Sportler ebenso geeignet wie für untrainierte Menschen. Die Gelenke werden jedoch, entgegen anders lautenden Behauptungen, mehr belastet als beim normalen Spazieren. Nach einer Studie von Sportmedizinern des Krankenhauses für Sportverletzte in Hellersen ist der Sauerstoffverbrauch (und daraus folgernd die Ausdauerbelastung) beim Nordic Walking mit korrekter Ausführung ca. 5 % höher als beim konventionellen Walking, wenn dieses ohne zusätzliche Oberkörperbewegungen durchgeführt wird.

## Bewegungsablauf
Nordic Walking ist eine Sportart mit zyklischem Bewegungsablauf. Der rechte Stock hat immer dann Bodenberührung, wenn die linke Ferse aufsetzt, der linke Stock, wenn die rechte Ferse aufsetzt. Die Stöcke werden nah am Körper geführt. Der jeweilige Stock wird schräg und flach nach hinten eingesetzt; der Stockeinsatz sollte immer unterhalb des Körperschwerpunktes, also in der Schrittstellung auf der vertikalen Körperachse erfolgen. Es gibt Techniken, bei denen die Hände ständig geöffnet und geschlossen werden. Dabei wird die vordere Hand unmittelbar nach dem sanften Aufsetzen des Stockes geöffnet und in der Schwungphase erst nach dem Passieren des großen Rollhügels                    (Oberschenkelknochen – trochanter major) wieder geschlossen. Die Belastung der Stockspitze erfolgt über die geöffnete Hand durch Druck auf die Schlaufe.

## Ausrüstung
Nordic-Walking-Stöcke bestehen aus leichten Materialien wie CFK, CFK-Glasfaser-Mischung oder Aluminium. CFK dämpft Schwingungen besser als Aluminium und ist stabiler. Ein abnehmbarer Gummischutz auf den Stockspitzen absorbiert zusätzlich Schläge und mindert Geräusche auf Asphalt. Handschlaufen dienen in erster Linie der Kraftübertragung vom Arm auf den Stock und in zweiter Linie zur Sicherung gegen Rutschen.
Die Länge der Stöcke sollte etwa zwei Drittel der Körpergröße betragen. Ein zu kurzer oder zu langer Stock ist bei einer funktionalen Bewegungsausführung hinderlich; im Zweifel ist eine etwas kürzere Stocklänge vorteilhaft, um Ausweichbewegungen in den Schultergelenken zu vermeiden. Viele Stöcke lassen sich in der Länge durch Teleskoprohre verstellen.
Die Anforderungen an einen Laufschuh und einen Walking-Schuh sind ähnlich. Im Vergleich zum Jogging-Schuh sind der Fersenbereich und die gesamte Sohle im Walking-Schuh stärker abgerundet und sollen so für ein flüssiges Abrollen sorgen.

## Deutsche Meisterschaft
Im Oktober 2010 fand im oberschwäbischen Altshausen die Deutsche Nordic Walking Meisterschaft im Halbmarathon mit 194 Teilnehmern statt.

## Nordic-Walking-Parks
Groß angelegte Nordic-Walking-Parks bieten Anfängern und Fortgeschrittenen mittlerweile in ganz Europa die Möglichkeit, ihren Freizeitsport auszuüben. Das meist landschaftlich besonders reizvolle und beschilderte Streckennetz mit unterschiedlichen Schwierigkeitsgraden lässt sich auch von Wanderern und Läufern nutzen.